# Индекс критической точки
Индекс критической точки {\displaystyle x} функции {\displaystyle F(x)}, определенной на многообразии M, и дважды непрерывно дифференцируемой, называется максимальная размерность подпространств касательного расслоения {\displaystyle T_{x}(M)} в данной точке, на которых гессиан {\displaystyle d^{2}F(x)} отрицательно определен. Другими словами, индекс критической точки равен числу отрицательных квадратов гессиана после приведения {\displaystyle d^{2}F(x)} к диагональному виду (см. лемма Морса).